# エイシンプレストン

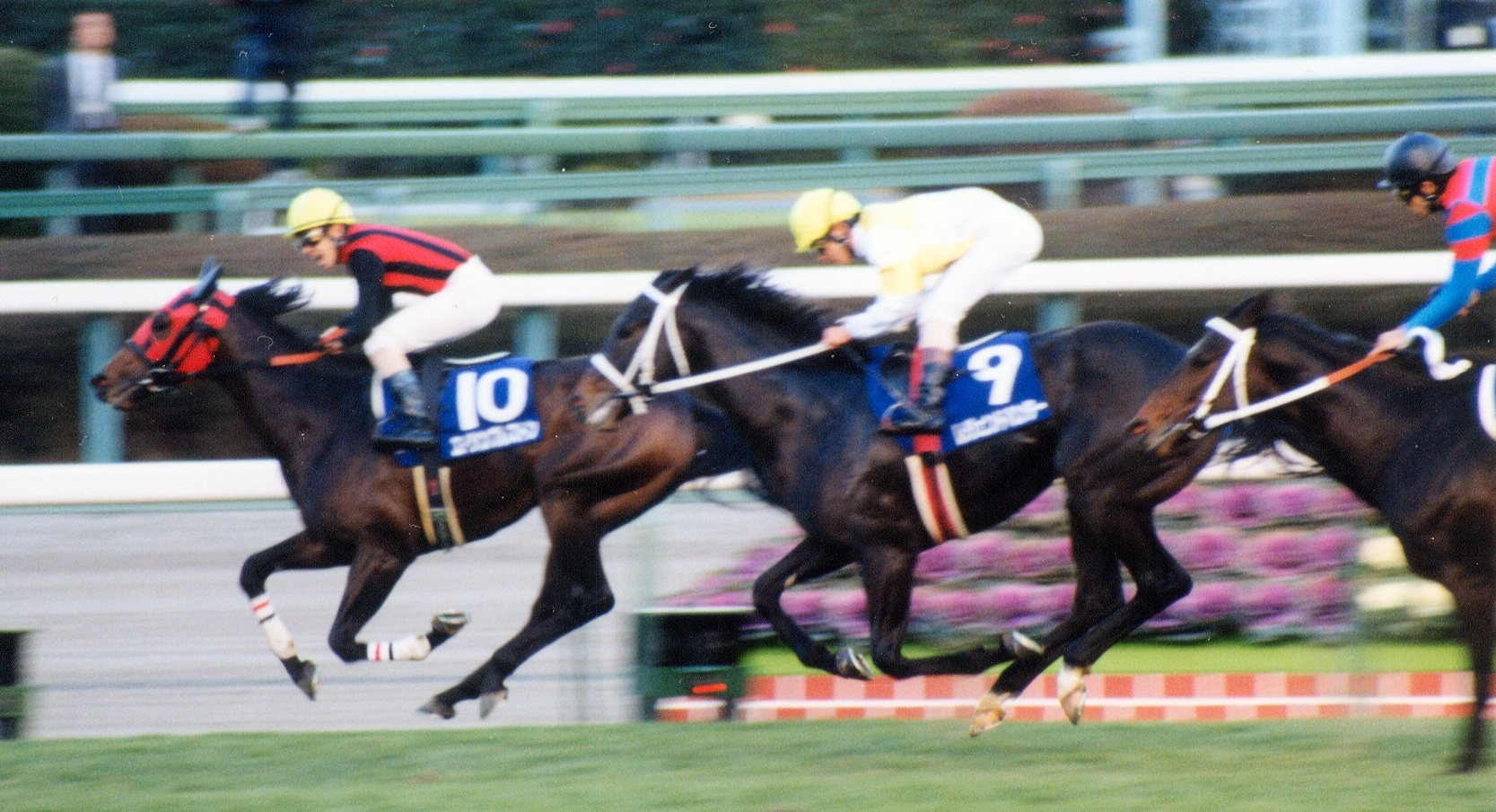
朝日杯3歳ステークス（1999年12月12日）

エイシンプレストン（欧字名:Eishin Preston 香:榮進寶蹄、1997年4月9日 - 2025年2月2日）は、アメリカ合衆国生産、日本調教の競走馬・種牡馬。
香港で国際G1を3勝したほか、1999年の朝日杯3歳ステークスを制し、JRA賞最優秀3歳牡馬に選出されている。鞍上はデビューから引退まですべての競走で福永祐一が務めた。馬名の由来は冠名＋アメリカの地名。香港マスターやシャティンの申し子と呼ばれた。
＊日本では馬齢表記が2001年で変更されたので、競走名をのぞき現在の表記で統一する。

## 現役時代

### 2歳
1999年11月6日に京都競馬場でデビューした。この時は2着だったが、2戦目の折り返しの新馬戦に勝利、1勝馬の身で朝日杯3歳ステークスに出走した。レースでは2番手から抜け出した1番人気の公営・笠松所属馬のレジェンドハンターを中団から差し切り、1分34秒7のタイムで優勝、同年のJRA賞最優秀3歳牡馬（旧称。現在のJRA賞最優秀2歳牡馬）を受賞した。

### 3歳
2000年は初距離となる芝1800mのきさらぎ賞で始動、1番人気に支持されるが、8着に敗れた。しかし、マイル戦に戻ったアーリントンカップとニュージーランドトロフィー4歳ステークスを連勝し、目標としていたNHKマイルカップに出走する予定であったが、レース前に骨折が判明し、半年の休養を余儀なくされた。
骨折が完治し、秋のスワンステークスで復帰、ほぼ最後方からのレースで上がり最速を出して6着に追い込み、得意のマイル戦となるマイルチャンピオンシップで4番人気に支持されるが、5着に終わった。

### 4歳
2001年は京都金杯から始動するが、14着に惨敗。ここで、陣営はダートを試してみることにし、根岸ステークスに出走した。しかし、ここでも12着と再び惨敗、11着馬からも6馬身離される大敗であった。その後も中山記念5着、ダービー卿チャレンジトロフィー2着、京王杯スプリングカップ6着、安田記念10着と苦戦するが、そのまま続戦し、米子ステークスで1年2ヶ月ぶりに勝利を挙げた。その後も北九州記念で1年3ヶ月ぶりの重賞制覇、関屋記念では3着、毎日王冠ではゴール前5頭の接戦を制して勝利し、マイルチャンピオンシップもゼンノエルシドから0.1秒差の2着と堅実な走りを続けた。
その後、年末の香港で行われる香港マイルに出走し、同馬は6番人気であったが、中団から鋭く伸びて2着に0.5秒差をつけて優勝、海外G1初制覇となった。香港マイルでの同馬の走りは高く評価され、国際クラシフィケーションのマイル部門では、サイレンススズカとタイキシャトルが受けた122ポンドを超えて、日本調教馬として最高値となる123ポンドのレートが与えられた。この年の香港国際競走では、同日の香港ヴァーズをステイゴールドが、香港カップはアグネスデジタルが勝っており、日本調教馬が1日で3勝する活躍であった。

### 5歳
2002年は中山記念から始動。60キロを背負い5着に敗れるが、再びアグネスデジタルと共に香港に渡りクイーンエリザベス2世カップに出走、2番人気と3番人気であったが、アグネスデジタルを破り日本馬ワンツーを決めた。しかし安田記念では5着、秋に入って連覇を狙った毎日王冠では2着、天皇賞・秋では8着、マイルチャンピオンシップではトウカイポイントにクビ差およばずの2着と日本国内では結果が出ず、年末は香港に渡り、今度は香港カップに出走したが内で終始包まれて抜け出せず、脚を余して5着に敗れた。

### 6歳
2003年は斤量などの問題で適鞍がなく、中山ダート1800mで行われたフェブラリーステークスから始動するが、勝ったゴールドアリュールから6秒2差、前の馬からも大差で離されるレースでシンガリ負け。その後、香港のクイーンエリザベス2世カップ連覇を目指すが、社会的に問題となっていたSARSの感染拡大により、香港にも渡航自粛勧告が出されるなど遠征が危ぶまれた。最終的には無事に遠征し出走、1番人気に推され連覇を達成した。
その後休養に入り、秋に復帰するも毎日王冠3着、天皇賞･秋4着と結果が出ず、香港カップに出走するも7着に敗れ、このレースを最後に引退となった。

## 種牡馬時代
- 2004年より種牡馬として、北海道静内町のレックススタッドで繋養され、48頭に種付けを行った。
- 2005年、ファーストクロップとなる産駒が誕生した。
- 2007年、7月22日に小倉競馬場で行われた2歳新馬戦でエーシンプリリードが勝利し、この勝利が中央・地方を通じた産駒の初勝利となった。
- 2009年より栄進牧場にて繋養される。
- 2019年に引退名馬繋養展示事業の助成対象馬となり、種牡馬を引退した。
- 2025年、2月2日に栄進牧場で死亡。28歳没。訃報は2日後に発表された[7]。

## 競走成績
以下の内容は、netkeiba.comおよびJBISサーチに基づく。
| 競走日     | 競馬場 | 競走名        | 格   | 距離 （馬場） | 頭 数 | 枠 番 | 馬 番 | オッズ （人気） | 着順 | タイム （上り3F） | 着差 | 騎手      | 斤量 [kg] | 1着馬（2着馬）         | 馬体重 [kg] |
| ---------- | ------ | ------------- | ---- | ------------- | ----- | ----- | ----- | --------------- | ---- | ----------------- | ---- | --------- | --------- | ---------------------- | ----------- |
| 1999.11.06 | 京都   | 3歳新馬       |      | 芝1600m（良） | 13    | 6     | 8     | 003.00（2人）   | 02着 | R1:35.9（34.9）   | -0.7 | 0福永祐一 | 54        | ダイタクリーヴァ       | 460         |
| 0000.11.20 | 京都   | 3歳新馬       |      | 芝1600m（良） | 9     | 7     | 7     | 002.30（2人）   | 01着 | R1:35.6（35.5）   | -0.9 | 0福永祐一 | 54        | （アドマイヤサーベル） | 460         |
| 0000.12.12 | 中山   | 朝日杯3歳S    | GI   | 芝1600m（良） | 16    | 5     | 10    | 008.50（4人）   | 01着 | R1:34.7（35.6）   | -0.1 | 0福永祐一 | 54        | （レジェンドハンター） | 458         |
| 2000.02.13 | 京都   | きさらぎ賞    | GIII | 芝1800m（良） | 12    | 5     | 5     | 002.40（1人）   | 09着 | R1:48.6（35.1）   | -0.6 | 0福永祐一 | 56        | シルヴァコクピット     | 460         |
| 0000.02.26 | 阪神   | アーリントンC | GIII | 芝1600m（良） | 12    | 8     | 12    | 002.50（1人）   | 01着 | R1:35.7（34.8）   | -0.1 | 0福永祐一 | 56        | （パープルエビス）     | 458         |
| 0000.04.08 | 中山   | NZT4歳S       | GII  | 芝1600m（良） | 15    | 7     | 12    | 001.90（1人）   | 01着 | R1:34.4（35.0）   | -0.0 | 0福永祐一 | 56        | （マチカネホクシン）   | 464         |
| 0000.10.28 | 京都   | スワンS       | GII  | 芝1400m（良） | 17    | 8     | 17    | 009.60（5人）   | 06着 | R1:21.0（33.7）   | -0.6 | 0福永祐一 | 56        | ダイタクヤマト         | 470         |
| 0000.11.19 | 京都   | マイルCS      | GI   | 芝1600m（良） | 18    | 1     | 2     | 005.70（4人）   | 05着 | R1:33.2（35.6）   | -0.6 | 0福永祐一 | 55        | アグネスデジタル       | 466         |
| 2001.01.05 | 京都   | 京都金杯      | GIII | 芝1600m（良） | 16    | 8     | 16    | 004.00（2人）   | 14着 | R1:34.5（34.8）   | -1.1 | 0福永祐一 | 56        | ダイタクリーヴァ       | 476         |
| 0000.01.29 | 東京   | 根岸S         | GIII | ダ1400m（不） | 13    | 2     | 2     | 026.00（9人）   | 12着 | R1:24.5（37.3）   | -2.4 | 0福永祐一 | 57        | ノボトゥルー           | 466         |
| 0000.02.25 | 中山   | 中山記念      | GII  | 芝1800m（良） | 13    | 6     | 9     | 023.70（6人）   | 05着 | R1:48.8（36.8）   | -1.1 | 0福永祐一 | 56        | アメリカンボス         | 468         |
| 0000.04.01 | 中山   | ダービー卿CT  | GIII | 芝1600m（稍） | 14    | 6     | 10    | 005.40（3人）   | 02着 | R1:35.5（34.9）   | -0.3 | 0福永祐一 | 58        | チェックメイト         | 468         |
| 0000.05.13 | 東京   | 京王杯SC      | GII  | 芝1400m（良） | 18    | 3     | 6     | 006.50（3人）   | 06着 | R1:20.4（33.7）   | -0.3 | 0福永祐一 | 58        | スティンガー           | 468         |
| 0000.06.03 | 東京   | 安田記念      | GI   | 芝1600m（良） | 18    | 4     | 7     | 022.9（10人）   | 10着 | R1:34.1（36.0）   | -1.1 | 0福永祐一 | 58        | ブラックホーク         | 472         |
| 0000.06.23 | 阪神   | 米子S         | OP   | 芝1600m（良） | 12    | 2     | 2     | 003.50（2人）   | 01着 | R1:34.8（35.1）   | -0.2 | 0福永祐一 | 57        | （トッププロテクター） | 472         |
| 0000.07.15 | 小倉   | 北九州記念    | GIII | 芝1800m（良） | 9     | 2     | 2     | 004.60（2人）   | 01着 | R1:48.3（35.1）   | -0.3 | 0福永祐一 | 57        | （ロサード）           | 476         |
| 0000.08.05 | 新潟   | 関屋記念      | GIII | 芝1600m（良） | 9     | 6     | 6     | 003.60（1人）   | 03着 | R1:32.2（32.6）   | -0.4 | 0福永祐一 | 58        | マグナーテン           | 478         |
| 0000.10.07 | 東京   | 毎日王冠      | GII  | 芝1800m（良） | 12    | 8     | 12    | 008.80（5人）   | 01着 | R1:45.3（35.0）   | -0.1 | 0福永祐一 | 58        | （ロサード）           | 474         |
| 0000.11.18 | 京都   | マイルCS      | GI   | 芝1600m（良） | 18    | 5     | 9     | 006.50（2人）   | 02着 | R1:33.3（33.7）   | -0.1 | 0福永祐一 | 57        | ゼンノエルシド         | 476         |
| 0000.12.16 | 沙田   | 香港マイル    | G1   | 芝1600m（良） | 14    |       | 3     |                 | 01着 | R1:34.8           |      | 0福永祐一 | 57.1      | （Electronic Unicorn） | 463         |
| 2002.02.24 | 中山   | 中山記念      | GII  | 芝1800m（良） | 14    | 6     | 9     | 002.90（1人）   | 05着 | R1:45.9（34.9）   | -0.5 | 0福永祐一 | 60        | トウカイポイント       | 476         |
| 0000.04.21 | 沙田   | QE2世C        | G1   | 芝2000m（良） | 14    |       | 3     |                 | 01着 | R2:02.5           |      | 0福永祐一 | 57        | （Agnes Digital）      | 468         |
| 0000.06.02 | 東京   | 安田記念      | GI   | 芝1600m（良） | 18    | 7     | 13    | 002.90（1人）   | 05着 | R1:33.6（34.7）   | -0.3 | 0福永祐一 | 58        | アドマイヤコジーン     | 470         |
| 0000.10.06 | 東京   | 毎日王冠      | GII  | 芝1800m（良） | 9     | 2     | 2     | 004.20（3人）   | 02着 | R1:46.4（34.2）   | -0.3 | 0福永祐一 | 59        | マグナーテン           | 474         |
| 0000.10.27 | 東京   | 天皇賞（秋）  | GI   | 芝2000m（良） | 18    | 3     | 6     | 007.60（5人）   | 08着 | R1:59.2（35.0）   | -0.7 | 0福永祐一 | 58        | シンボリクリスエス     | 476         |
| 0000.11.17 | 京都   | マイルCS      | GI   | 芝1600m（良） | 18    | 3     | 6     | 009.60（3人）   | 02着 | R1:32.8（34.2）   | -0.0 | 0福永祐一 | 57        | トウカイポイント       | 478         |
| 0000.12.15 | 沙田   | 香港C         | G1   | 芝2000m（良） | 12    |       | 3     |                 | 05着 | R2:07.2           | -0.1 | 0福永祐一 | 57        | Precision              | 475         |
| 2003.02.23 | 中山   | フェブラリーS | GI   | ダ1800m（稍） | 16    | 7     | 14    | 018.50（6人）   | 16着 | R1:57.1（41.9）   | -6.2 | 0福永祐一 | 57        | ゴールドアリュール     | 472         |
| 0000.04.27 | 沙田   | QE2世C        | G1   | 芝2000m（良） | 12    |       | 1     |                 | 01着 | R2:03.8           | -0.3 | 0福永祐一 | 57        | （Elegant Fashion）    | 470         |
| 0000.10.12 | 東京   | 毎日王冠      | GII  | 芝1800m（稍） | 11    | 5     | 5     | 009.70（3人）   | 03着 | R1:46.2（34.9）   | -0.5 | 0福永祐一 | 59        | バランスオブゲーム     | 486         |
| 0000.11.02 | 東京   | 天皇賞（秋）  | GI   | 芝2000m（良） | 18    | 1     | 2     | 007.50（3人）   | 04着 | R1:58.5（34.4）   | -0.5 | 0福永祐一 | 58        | シンボリクリスエス     | 480         |
| 0000.12.14 | 沙田   | 香港C         | G1   | 芝2000m（良） | 14    |       | 4     |                 | 07着 | R2:02.2           | -1.3 | 0福永祐一 | 57        | Falbrav                | 480         |

## 血統表
| エイシンプレストンの血統      | エイシンプレストンの血統         | エイシンプレストンの血統  | （血統表の出典）          | （血統表の出典） |
| 父系                          | ニジンスキー系                   | ニジンスキー系            | ニジンスキー系            | [ § 2 ]          |
| 父 Green Dancer 1972 鹿毛     | 父の父Nijinsky 1967 鹿毛         | Northern Dancer           | Nearctic                  | Nearctic         |
| 父 Green Dancer 1972 鹿毛     | 父の父Nijinsky 1967 鹿毛         | Northern Dancer           | Natalma                   |                  |
| 父 Green Dancer 1972 鹿毛     | 父の父Nijinsky 1967 鹿毛         | Flaming Page              | Bull Page                 | Bull Page        |
| 父 Green Dancer 1972 鹿毛     | 父の父Nijinsky 1967 鹿毛         | Flaming Page              | Flaring Top               |                  |
| 父 Green Dancer 1972 鹿毛     | 父の母Green Valley 1967 黒鹿毛   | Val de Loir               | Vieux Manoir              | Vieux Manoir     |
| 父 Green Dancer 1972 鹿毛     | 父の母Green Valley 1967 黒鹿毛   | Val de Loir               | Vali                      |                  |
| 父 Green Dancer 1972 鹿毛     | 父の母Green Valley 1967 黒鹿毛   | Sly Pola                  | Spy Song                  | Spy Song         |
| 父 Green Dancer 1972 鹿毛     | 父の母Green Valley 1967 黒鹿毛   | Sly Pola                  | Ampola                    |                  |
| 母 Warranty Applied 1986 栗毛 | 母の父Monteverdi 1977 栗毛       | Lyphard                   | Northern Dancer           | Northern Dancer  |
| 母 Warranty Applied 1986 栗毛 | 母の父Monteverdi 1977 栗毛       | Lyphard                   | Goofed                    |                  |
| 母 Warranty Applied 1986 栗毛 | 母の父Monteverdi 1977 栗毛       | Janina                    | Match                     | Match            |
| 母 Warranty Applied 1986 栗毛 | 母の父Monteverdi 1977 栗毛       | Janina                    | Jennifer                  |                  |
| 母 Warranty Applied 1986 栗毛 | 母の母Implied Warranty 1979 栗毛 | Blood Royal               | Ribot                     | Ribot            |
| 母 Warranty Applied 1986 栗毛 | 母の母Implied Warranty 1979 栗毛 | Blood Royal               | Natashka                  |                  |
| 母 Warranty Applied 1986 栗毛 | 母の母Implied Warranty 1979 栗毛 | Garden Fresh              | Better Self               | Better Self      |
| 母 Warranty Applied 1986 栗毛 | 母の母Implied Warranty 1979 栗毛 | Garden Fresh              | Rosy Fingered             |                  |
| 母系(F-No.)                   | (FN:3)                           | (FN:3)                    | (FN:3)                    | [ § 3 ]          |
| 5代内の近親交配               | Northern Dancer3×4=18.75%        | Northern Dancer3×4=18.75% | Northern Dancer3×4=18.75% | [ § 4 ]          |
| 出典                          | 1. 2. 3. 4.                      | 1. 2. 3. 4.               | 1. 2. 3. 4.               | 1. 2. 3. 4.      |